# 鹈藤俊平
鹈藤俊平（日语：／ Utō Shunpei，1918年12月1日—），日本男子游泳运动员，主攻中长距离自由泳。他曾代表日本参加1936年夏季奥林匹克运动会游泳比赛，获得一枚银牌和一枚铜牌。